# SEAT 1400

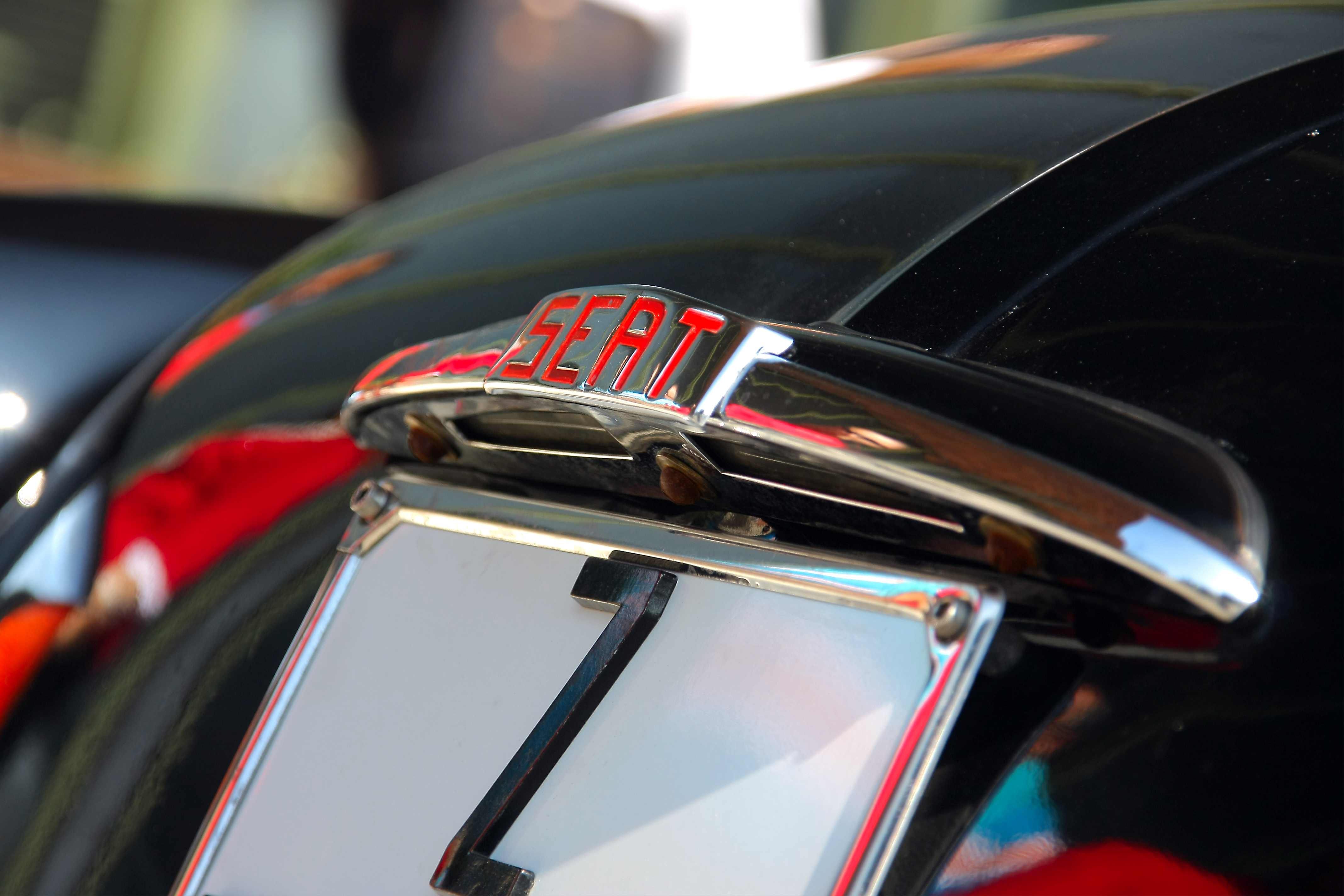
O SEAT 1400 foi o primeiro modelo lançado e produzido pela SEAT.

O SEAT 1400 foi um sedã de quatro portas e tração traseira produzido pela montadora espanhola SEAT entre 1953 e 1963. Foi o primeiro modelo produzido pela SEAT e o primeiro automóvel a ser montado na então nova fábrica da empresa localizada na zona Franca de Barcelona.
O carro era um Fiat 1400 rebatizado, ele próprio o primeiro modelo de chassi integrado da Fiat.
A produção teve início em 13 de novembro de 1953, realizada por uma força de trabalho inicial de 925 funcionários com potencial de 5 unidades produzidas por dia; o primeiro exemplar trazia a placa 'B-87.223'. Inicialmente, os componentes eram enviados como kits CKD da Itália e montados pela SEAT na sua fábrica na Zona Franca, mas em 1954 o conteúdo de peças fabricadas na Espanha aumentou para uma proporção de 93% do total, a fim de limitar as importações e ajudar o desenvolvimento de a quase inexistente indústria fornecedora espanhola, cumprindo assim o papel fundamental atribuído à SEAT no desenvolvimento da economia espanhola como fabricante nacional de automóveis da Espanha pós-Segunda Guerra Mundial. Nos anos seguintes, a produção do modelo aumentaria gradualmente e, em 1956, seriam produzidos 10.000 carros anualmente, com uma média de 42 carros por dia.
Em 1963, quando o carro foi substituído pelo SEAT 1500, foram produzidos 82.894 exemplares abrangendo quatro versões distintas do 1400.
O primeiro SEAT 1400, oferecido entre 1953 e 1955, incorporava um motor Fiat de quatro cilindros de 1.395 cc refrigerado a água com uma potência declarada de 44 cv e velocidade máxima de 120 km/h.

## SEAT 1400 A

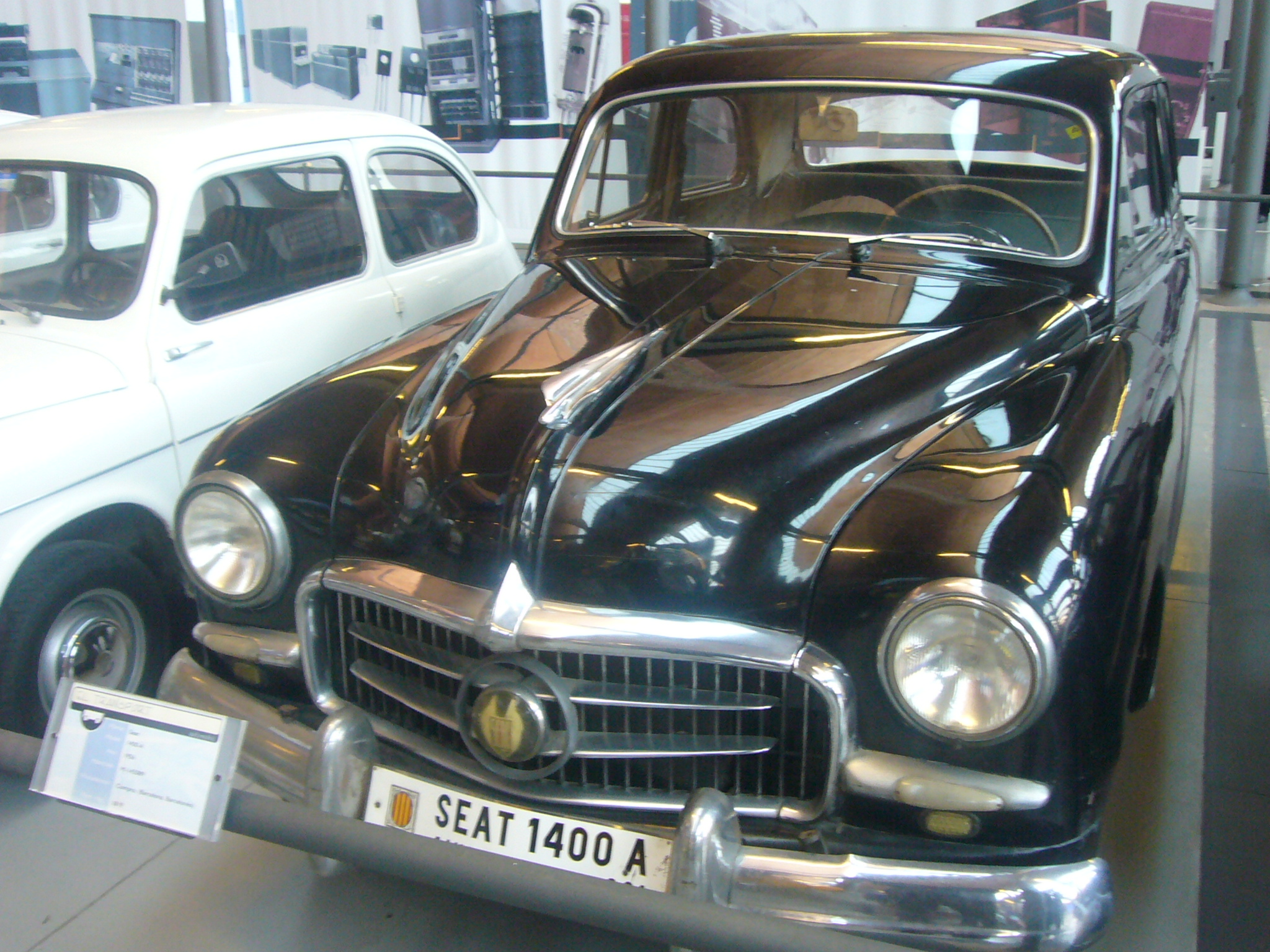
SEAT 1400 A

O SEAT 1400 A, a primeira revisão, lançada em 1955, era uma versão modernizada do 1400 original, baseado no Fiat 1400 A surgido em Turim no ano anterior. A potência publicada foi agora aumentada para 50 cv e a velocidade máxima para 125 km/h.

## SEAT 1400 B

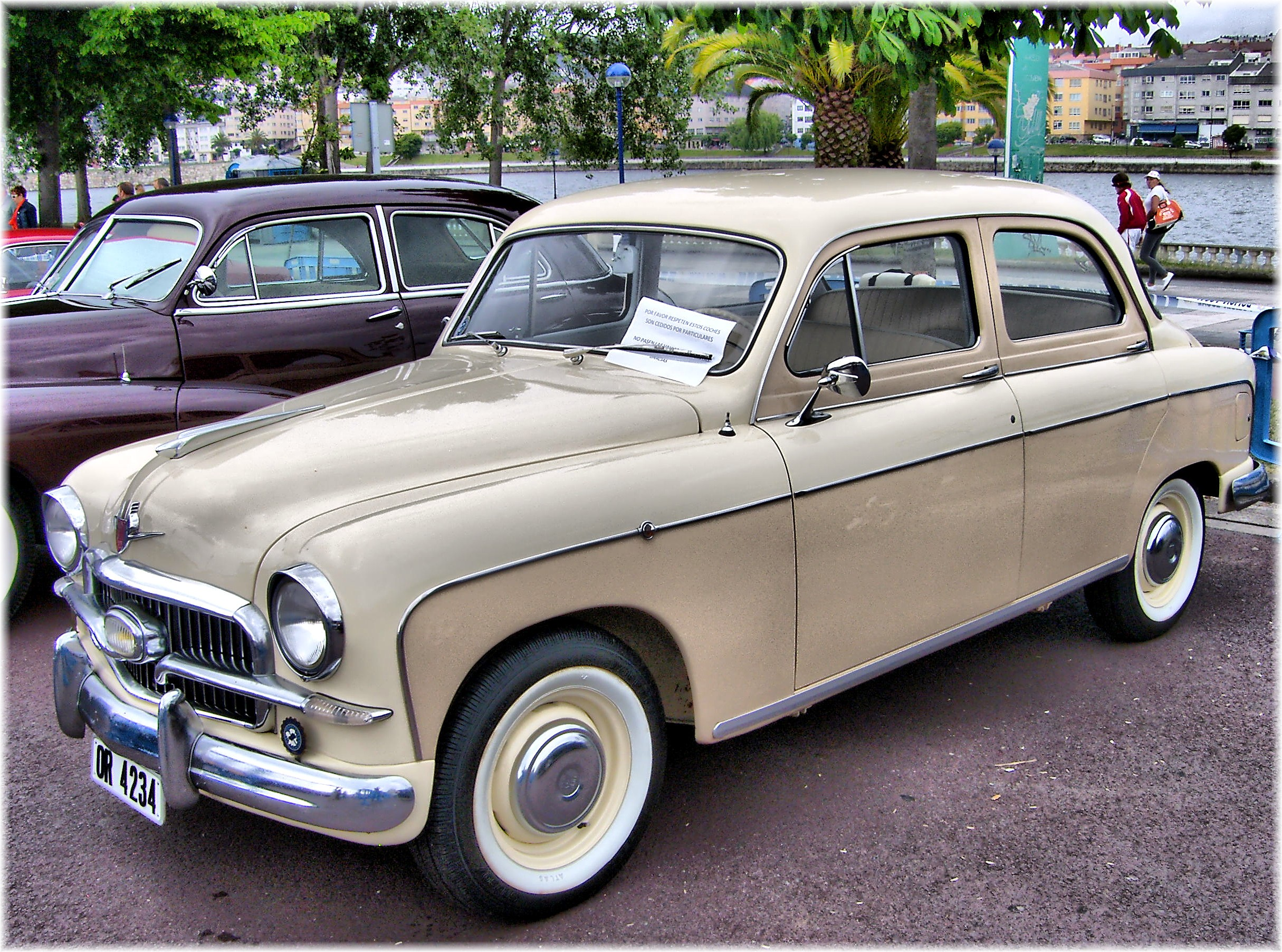
SEAT 1400 B

Anunciado no final de 1956, o SEAT 1400 B apresentado em 1957 manteve a carroceria do seu antecessor, mas apresentava uma grelha frontal revista e oferecia um esquema de pintura em dois tons. Além do sedã, estavam disponíveis uma perua de cinco portas e uma versão comercial de furgão de entrega. A potência do motor e a velocidade máxima reivindicadas para o sedã eram, a partir de 1958, 58 cv e 135 km/h. Esta versão do 1400 continuaria em produção até 1964.

## SEAT 1400 C

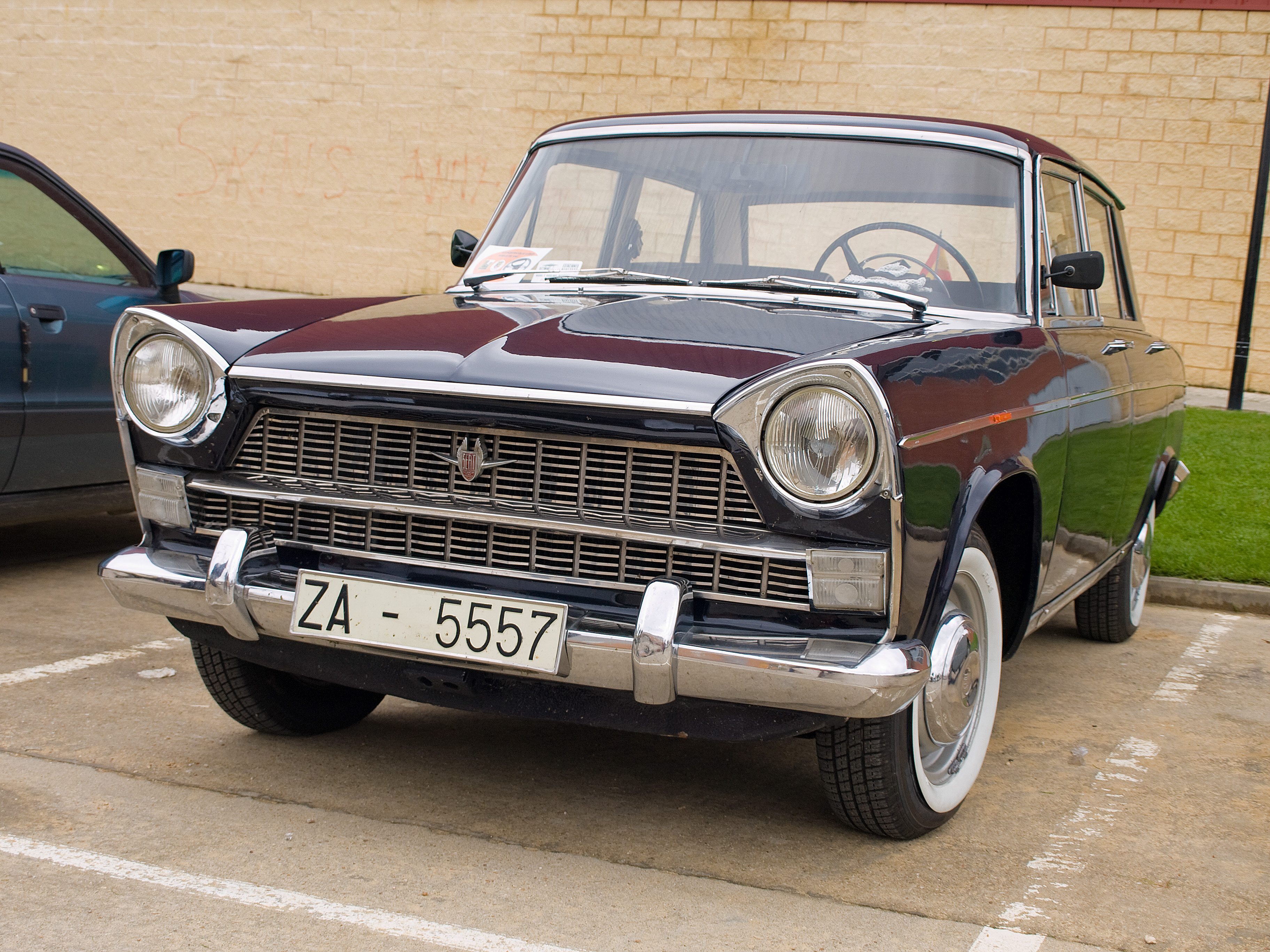
O SEAT 1400 C foi antes uma antevisão do modelo SEAT 1500.

O SEAT 1400 C foi lançado em 1960. A moderna carroceria de estilo Pininfarina veio do recentemente lançado Fiat 1800. O SEAT 1400 B anterior permaneceu em produção: os dois carros foram oferecidos em paralelo, compartilhando o mesmo motor, embora o carro mais novo fosse mais longo e, ao que parece, um pouco mais pesado que o antigo. A decisão de instalar a antiga unidade de quatro cilindros na nova carroceria do SEAT, em vez de preparar para a montagem na Catalunha os novos motores de seis cilindros instalados pela Fiat nos carros de nova carroceria, parece ter sido tomada por razões de custo: os rendimentos disponíveis em Espanha nesta altura eram muito inferiores aos de Itália. Em 1963, apareceu uma versão perua de cinco portas do 1400 C, com uma porta traseira de duas peças. A introdução de uma versão com motor diesel teria, no entanto, de aguardar o modelo sucessor.